# Lutz Fahrenkrog-Petersen
Lutz Fahrenkrog-Petersen (* 10. März 1962 in West-Berlin) ist ein deutscher Musikwissenschaftler, Komponist und Musikproduzent.

## Werdegang
Lutz Fahrenkrog-Petersen wuchs in West-Berlin auf. Sein älterer Bruder ist der Musiker Uwe Fahrenkrog-Petersen. Obwohl seine Eltern selbst keine besondere Beziehung zur Musik hatten, unterstützten sie die Neigungen der beiden Brüder, die sich schon früh auf Pop- und Rockmusik konzentrierten. So begann Lutz Fahrenkrog-Petersen früh, Instrumente zu lernen, und bekam bereits im Alter von zwölf Jahren Musikunterricht an der Hochschule der Künste Berlin.
Seine Musikerkarriere startete er als Schüler von Carlo Domeniconi im Alter von 14 Jahren in professionellen Rock- und Jazzbands.
Während seiner Zeit als internationaler Session- und Tourneemusiker lernte er das Tonmeister-Handwerk und produzierte erste Kompositionen für CBS/April-Music und Francis-Day And Hunter Music Publishing (EMI).
Nach dem Abitur 1980 studierte er Musikwissenschaften und Philosophie und arbeitete gleichzeitig als Tournee- und Studiomusiker, unter anderem mit Herwig Mitteregger (Spliff), Alex Conti (Lake) sowie mit seinem Bruder, der Keyboarder und Komponist bei Nena war.
Nach 2002 begann er erneut ein Universitätsstudium, und zwar in Politik- und Sozialwissenschaften sowie Techniksoziologie, und erwarb einen Doktorgrad. An der Berliner Humboldt-Universität baute er das Forschungszentrum Populäre Musik mit auf, dessen geschäftsführender Direktor er von 2004 bis 2018 war.
Lutz Fahrenkrog-Petersen betreibt eigene Produktionsstudios, u. a. in den Hansa Tonstudios Berlin. Zu seinen Hochschullehrern gehörten Helga de la Motte-Haber, Carl Dahlhaus, Werner Rammert und Christian Martin Schmidt. Als Popmusik-Komponist, -Produzent und -Toningenieur ist er an Welterfolgen beteiligt. Zu seinen Arbeiten zählen ca. 400 CDs und LP-Projekte, von denen viele den Gold- oder Platinstatus erreichten.
Zu den Künstlern, für die und mit denen Fahrenkrog-Petersen arbeitet, zählen u. a. Justin Timberlake, N-Sync, Nena, David Hasselhoff, wie auch Peaches, Chilly Gonzales, Voodoo X und die Einstürzenden Neubauten. Zudem komponiert er Werbespots für Coca-Cola, Mexx, Bruno Banani, Schöfferhofer, die HUK, ING-DiBa.

## Auszeichnungen
- Internationale Werbefilmpreise: Golden Dolphin (Cannes) und die goldene Viktoria (Wien).